# Estadio Parque Palermo
Das Estadio Parque Palermo, auch als Parque Palermo bekannt, ist ein Fußballstadion in der uruguayischen Hauptstadt Montevideo. Es ist die Heimspielstätte des Fußballvereins Central Español FC. Die 5500 Zuschauer fassende Anlage befindet sich im Barrio Parque Batlle unweit des Estadio Centenario.